# Temsa

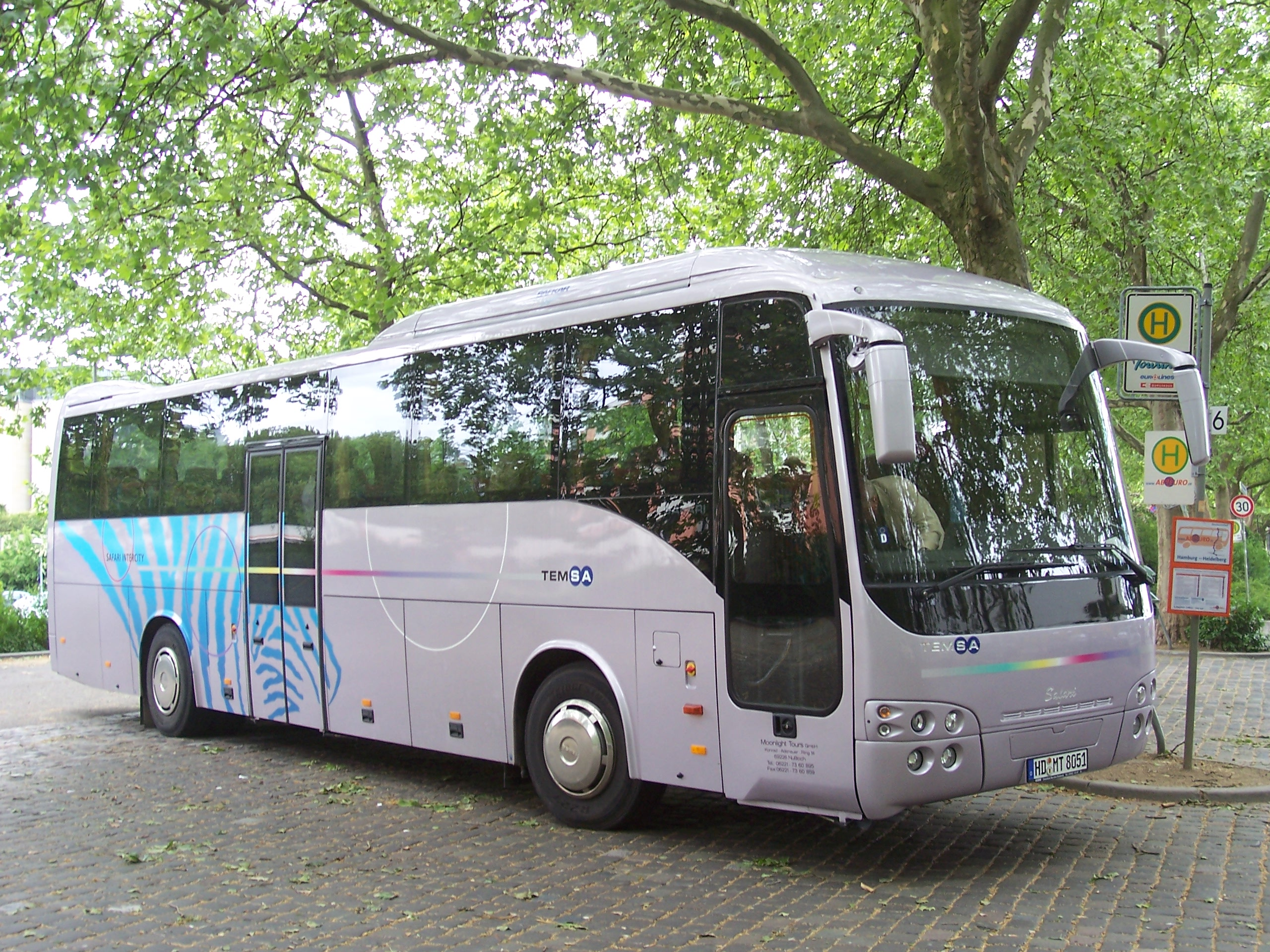
Temsa Safari Intercity

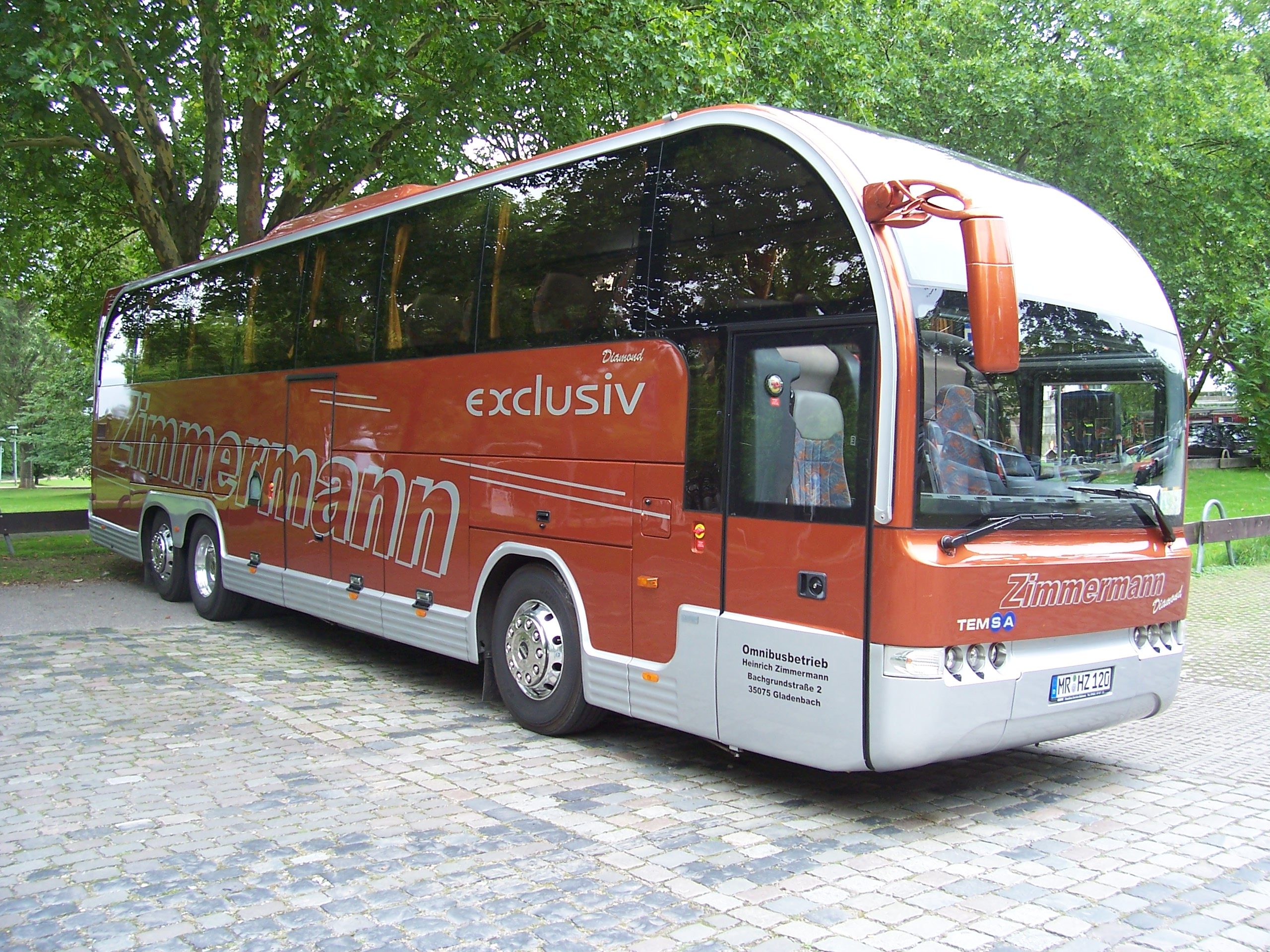
Temsa Diamond

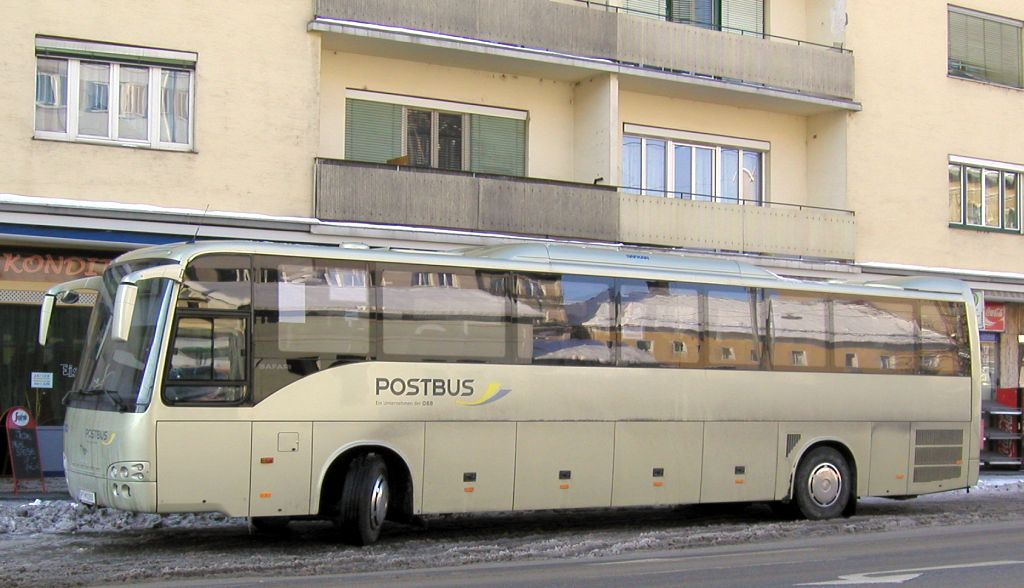
Temsa Safari Postbus in Österreich

TEMSA GLOBAL A.Ş., abgekürzt Temsa (von Termomekanik Sanayi ve Ticaret A.Ş.), ist ein türkisches Unternehmen, das 1968 in Adana gegründet wurde. Seit 1984 stellt Temsa Stadtbusse, Reisebusse und Kleinlaster her. Das Firmengelände in Adana befindet sich auf einer Gesamtfläche von 400.000 Quadratmetern, von denen 58.500 Quadratmeter bebaut sind. Die Lastkraftwagen dagegen werden in der 153.000 Quadratmeter großen Anlage in Adapazarı hergestellt. Jährlich produziert Temsa etwa 4000 Busse und 7500 Kleinlaster.

## Geschichte
Temsa Global war ursprünglich ein Unternehmen nur zum Vertrieb von PKW und Baumaschinen im Besitz der Sabancı Holding, einem der größten Mischkonzerne der Türkei. Im Jahr 1984 begann das Unternehmen mit der Herstellung von Bussen unter einer Lizenz von Mitsubishi. Mit dem „Safari“ kam 2001 die erste Eigenentwicklung von Temsa auf den Markt. Seitdem ist das Unternehmen unabhängig und hat bis zum heutigen Zeitpunkt 11 eigene Neuentwicklungen präsentiert. Temsa ist heute einer der größten unabhängigen Bushersteller in der Türkei.
Der Luxusbus Diamond war mit einer Länge von 13,9 m und einer Leistung von 480 PS das Flaggschiff des Unternehmens und wurde durch den ebenfalls dreiachsigen und nun 14,07 m langen Safari HD14 ersetzt.
Neben zahlreichen internationalen Titeln für Technologie und Design erhielt Temsa auf der Busworld, der weltweit größten und ältesten Ausstellung für Omnibusse, die Auszeichnung "Busbuilder Of The Year 2008".
Stadtbusse von Temsa werden europaweit an Verkehrsbetriebe exportiert. In Deutschland betreiben beispielsweise die Havelbus Verkehrsgesellschaft seit Ende 2012 einige dreitürige Fahrzeuge des Typs Avenue LF und die PRG Greiz Fahrzeuge der Typen Avenue, Tourmalin und Safari.
2016 wurde eine rein elektrische Variante des Avenue Busses mit einem 70-kWh-Akku und einer Reichweite von 60 km vorgestellt. Dieser wird an Endhaltestellen mit einer 450-kW-Gleichstrom-Schnellladestation geladen. Das Laden geschieht automatisch, indem auf der Busoberseite ein Ladearm ausgefahren wird, der sich mit der Ladestation verbindet. Die Ladedauer beträgt 8 bis 10 Minuten. Der Elektromotor hat eine Leistung von 250 kW und ein Drehmoment von 2700 Nm, die Höchstgeschwindigkeit beträgt 80 km/h.
Im Juni 2019 wurde Temsa von der Sabancı Holding an den schweizerischen Investor True Value Capital Partners verkauft.
Im Dezember 2019 teilte Temsa mit, dass wegen Schwierigkeiten im Zuge der Aktienübertragung die komplette Produktion vorübergehend gestoppt wird.
Im Februar 2020 kamen Škoda Transportation und die Sabanci Holding überein, jeweils einen Anteil von 50 % von Temsa zu übernehmen.

## Modelle

### Busse
- Temsa Maraton (1984)
- Temsa Prenses (1992)
- Temsa Prestij (1997)
- Temsa Safir (1999)
- Temsa Safari (2001)
- Temsa Opalin (2003)
- Temsa Diamond (2003)
- Temsa Tourmalin (2006)
- Temsa Metropol (2006)
- Temsa Avenue (2008)
- Temsa MD9 (2010)
- Temsa Prestij Super Deluxe (2011)
- Temsa Safari RD (2011)
- Temsa MD9 LE (2012)
- Temsa MD9 IC (2012)
- Temsa Safari HD (2012)
- Temsa MD9 DD (2013)
- Temsa Safir Plus (2016)
- Temsa Prestij SX (2016)
- Temsa MD9 ElectriCity (2016)
- Temsa Avenue EV (2016)

### Lastkraftwagen
- Temsa Maxus (2008)
- Mitsubishi Fuso Canter (seit 2008)